# Henry-Draper-Medaille
Die Henry-Draper-Medaille (englisch: Henry Draper Medal) ist eine Auszeichnung für Astrophysik der US-amerikanischen National Academy of Sciences. Sie wurde nach Henry Draper benannt und ist mit 25.000 Dollar dotiert.

## Preisträger

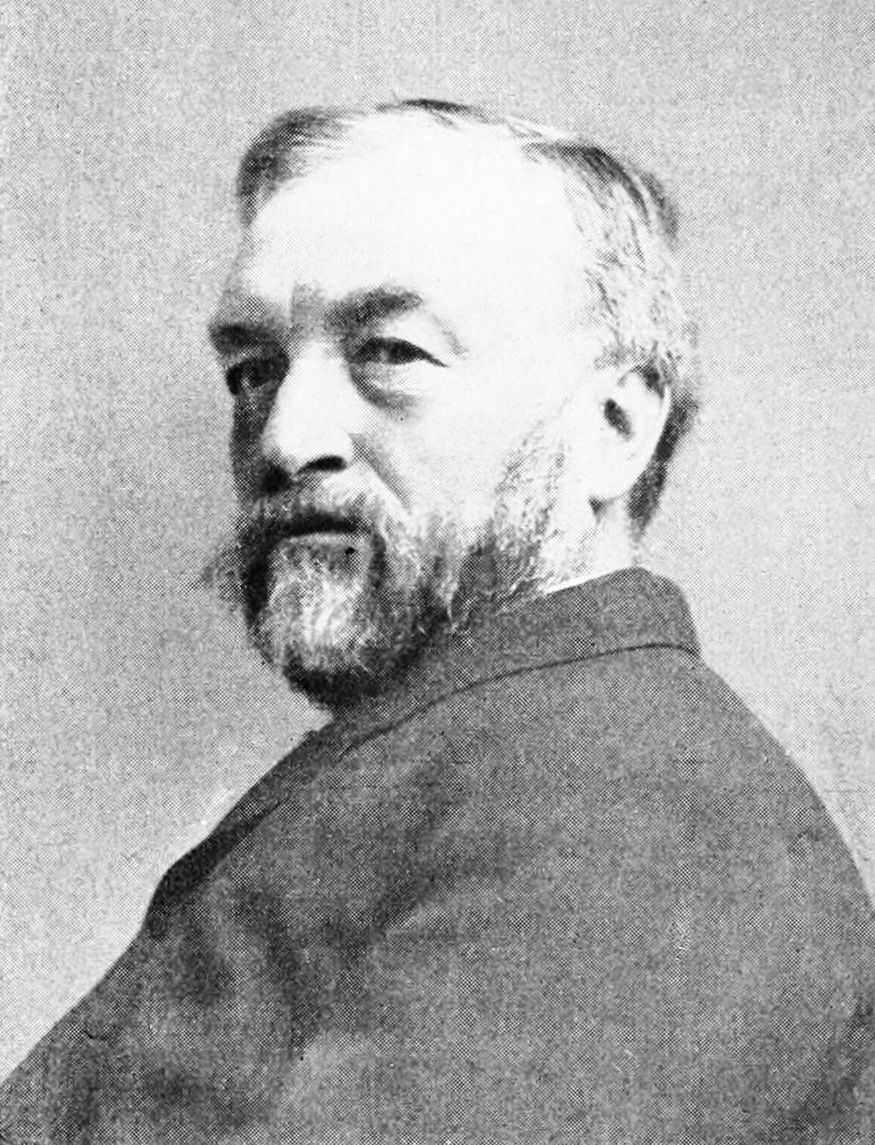
Samuel Pierpoint Langley
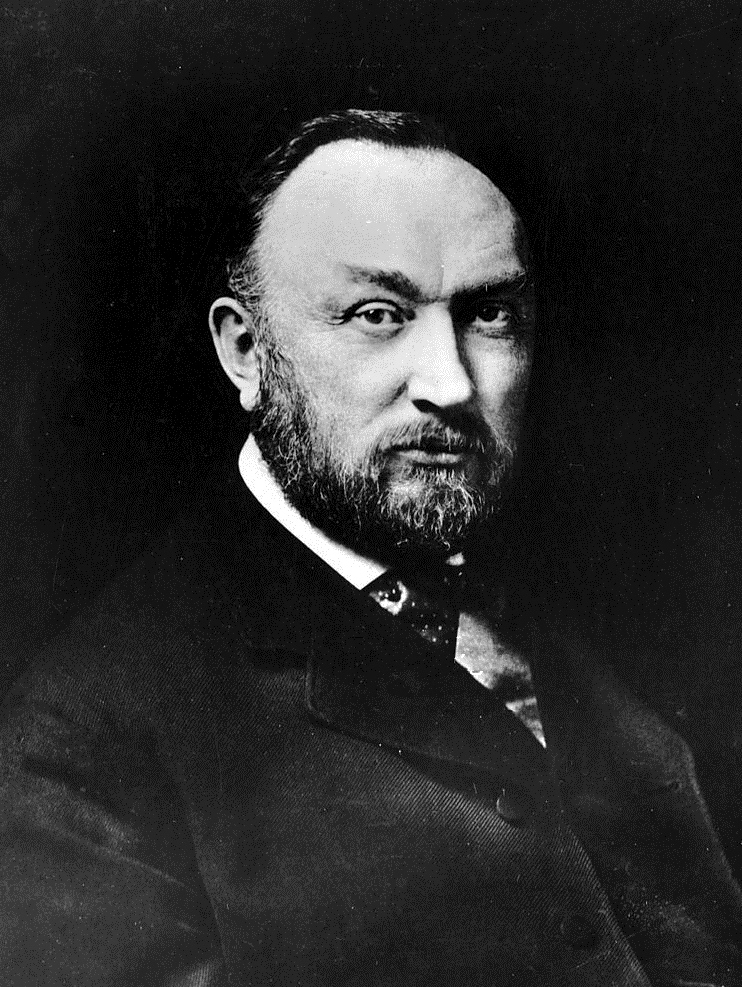
Edward Charles Pickering
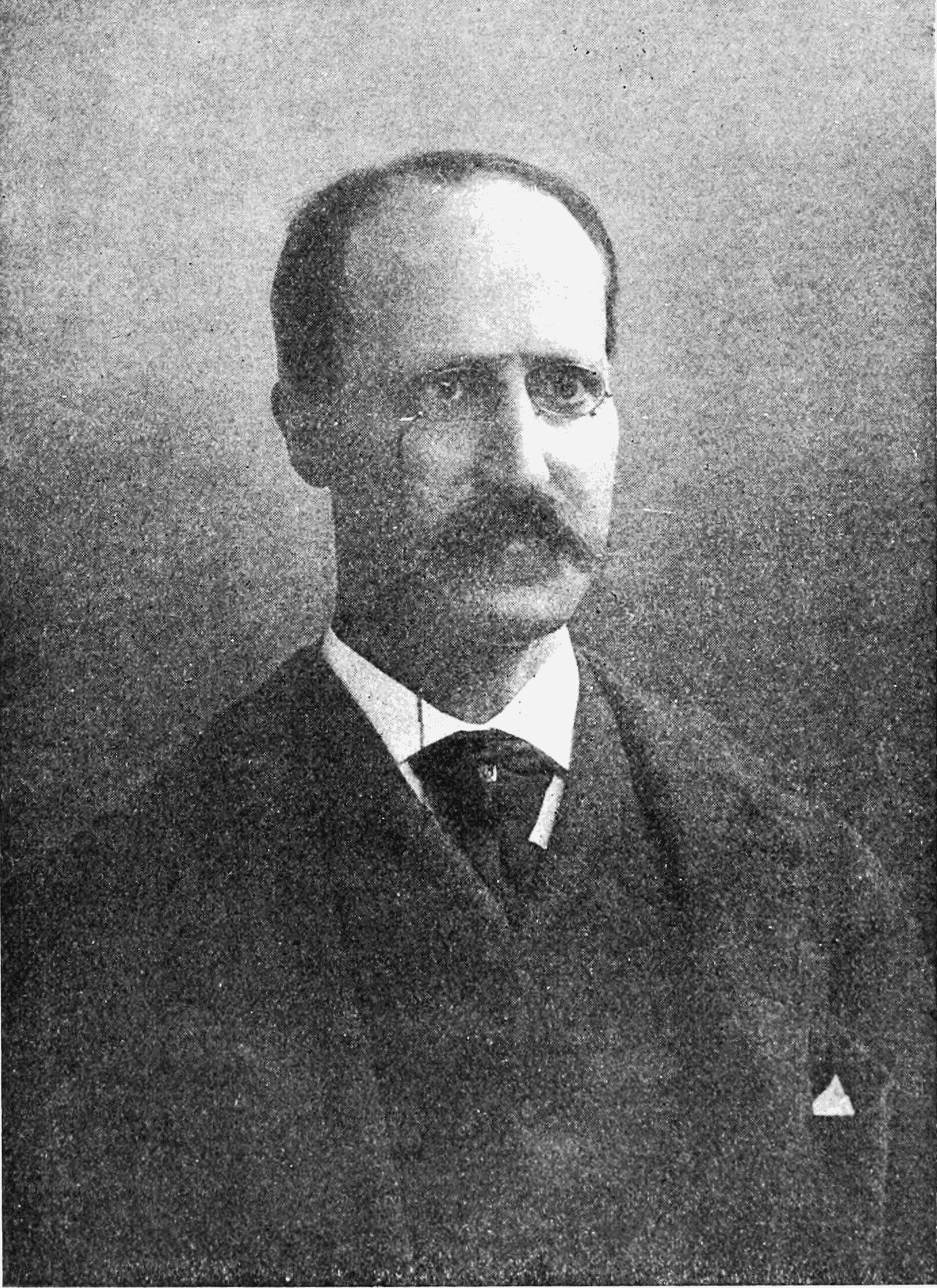
Henry Augustus Rowland
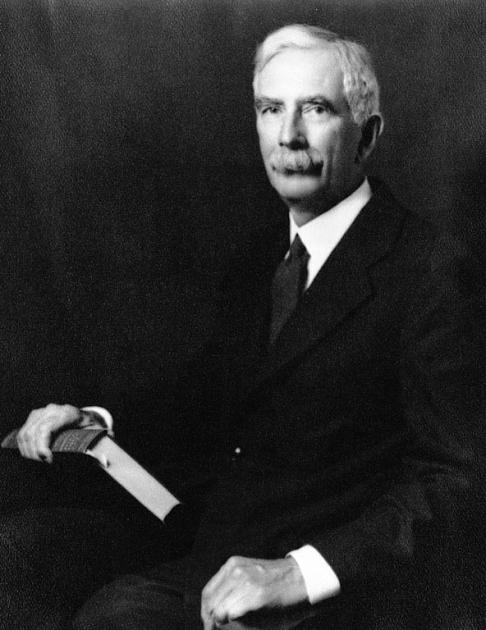
Charles Greeley Abbot
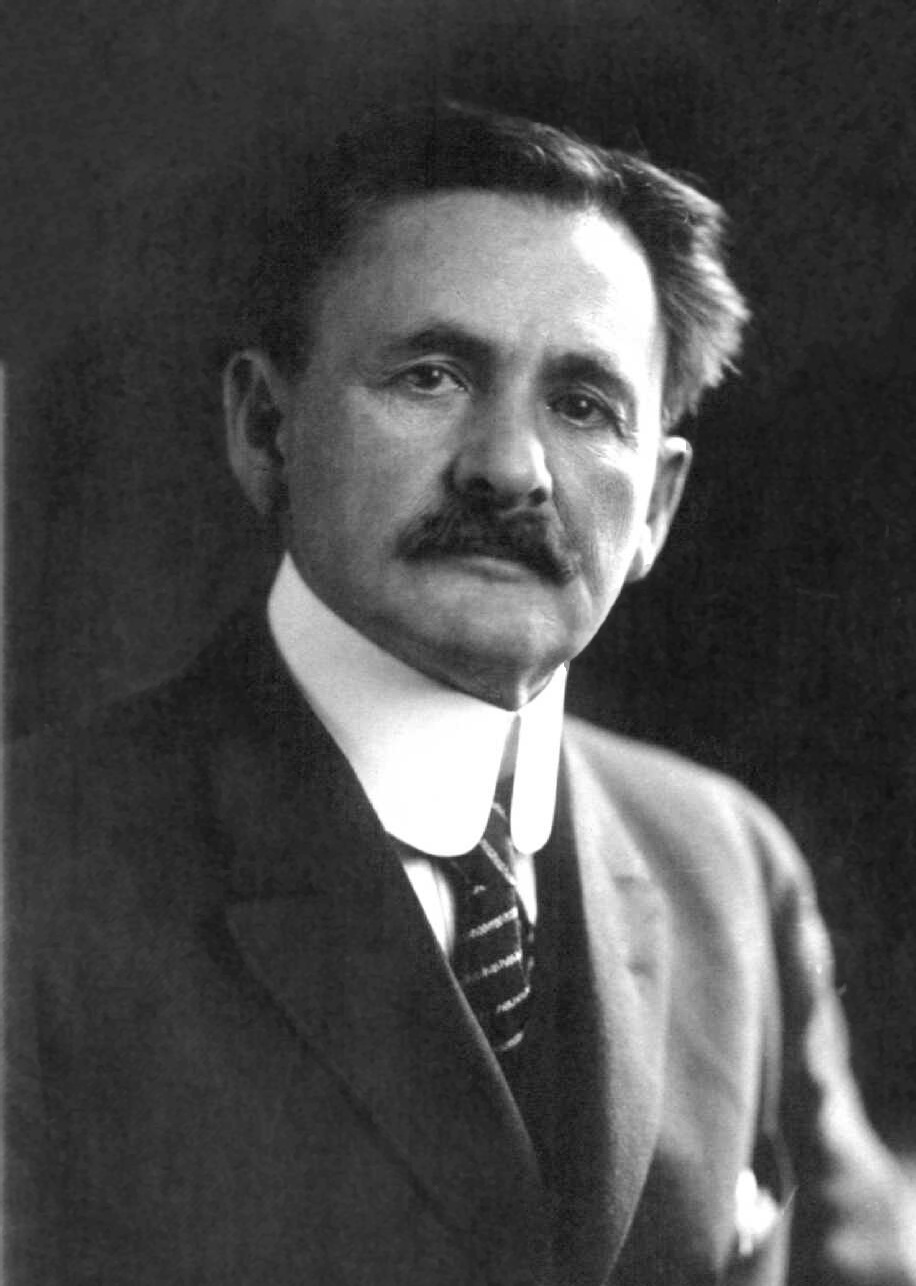
Albert A. Michelson

- 1886: Samuel Pierpont Langley
- 1888: Edward Charles Pickering
- 1890: Henry Augustus Rowland
- 1893: Hermann Carl Vogel
- 1899: James Edward Keeler
- 1901: William Huggins
- 1904: George Ellery Hale
- 1906: William Wallace Campbell
- 1910: Charles Greeley Abbot
- 1913: Henri-Alexandre Deslandres
- 1915: Joel Stebbins
- 1916: Albert Abraham Michelson
- 1918: Walter Sydney Adams
- 1919: Charles Fabry
- 1920: Alfred Fowler
- 1921: Pieter Zeeman
- 1922: Henry Norris Russell
- 1924: Arthur Stanley Eddington
- 1926: Harlow Shapley
- 1928: William Hammond Wright
- 1931: Annie Jump Cannon
- 1932: Vesto Slipher
- 1934: John Stanley Plaskett
- 1936: Charles E. Mees
- 1940: Robert Williams Wood
- 1942: Ira S. Bowen
- 1945: Paul Willard Merrill
- 1947: Hans Bethe
- 1949: Otto von Struve
- 1951: Bernard Ferdinand Lyot
- 1955: Hendrik Christoffel van de Hulst
- 1957: Horace Welcome Babcock
- 1960: Martin Schwarzschild
- 1963: Richard Tousey
- 1965: Martin Ryle
- 1968: Bengt Edlén
- 1971: Subrahmanyan Chandrasekhar
- 1974: Lyman Spitzer
- 1977: Arno Penzias und Robert Woodrow Wilson
- 1980: William Wilson Morgan
- 1985: Joseph Hooton Taylor, Jr.
- 1989: Riccardo Giovanelli und Martha P. Haynes
- 1993: Ralph Alpher und Robert Herman
- 1997: Bohdan Paczyński
- 2001: R. Paul Butler und Geoffrey Marcy
- 2005: Charles L. Bennett
- 2009: Neil Gehrels
- 2013: William J. Borucki
- 2017: Barry Barish und Stanley E. Whitcomb
- 2021: Shep Doeleman und Heino Falcke
- 2025: Adam K. Leroy